# Qualificazioni al campionato europeo di football americano 1993
Questa voce raccoglie un approfondimento sui risultati degli incontri e sulle classifiche per l'accesso alla fase finale del Campionato europeo di football americano 1993.

## Squadre partecipanti
Hanno partecipato alle partite di qualificazione 2 squadre:
| Pr. | Squadra     | Data di iscrizione | Partecipante in quanto | Ultima partecipazione ad un campionato europeo |
| --- | ----------- | ------------------ | ---------------------- | ---------------------------------------------- |
| 1   | Svezia      |                    |                        |                                                |
| 2   | Paesi Bassi |                    |                        |                                                |

## Risultati
| Malmö 18 ottobre 1992 | Svezia | 30 – 12 | Paesi Bassi | Hästhagens IP |

| L'Aia 1º novembre 1992 | Paesi Bassi | 18 – 13 | Svezia | Raidersfield |

### Verdetti
- Svezia ammessa al Campionato europeo di football americano 1993.